# Jimmy Garrison
James Emory Garrison, detto Jimmy (Americus, 3 marzo 1933 – New York, 7 aprile 1976), è stato un contrabbassista statunitense, noto per la sua lunga collaborazione con John Coltrane dal 1961 al 1967.

## Biografia
James Emory Garrison, detto Jimmy, nacque in Georgia e crebbe tra Miami e Filadelfia, per poi trasferirsi a New York nel 1958 assieme a Philly Joe Jones. Per un paio d'anni collaborò occasionalmente con Bill Evans, Benny Golson, Kenny Dorham e Lennie Tristano. Nel 1961 subentrò a Charlie Haden nel quartetto di Ornette Coleman.
Garrison si unì ufficialmente al quartetto di Coltrane nel 1962 come rimpiazzo di Reggie Workman. Da quel momento prese parte ad un gran numero di registrazioni di John Coltrane, tra cui A Love Supreme, sopravvivendo a tutti i tumultuosi cambi di formazione voluti da Coltrane lavorando con lui fino alla fine.
Oltre al lavoro con i gruppi di Coltrane e Coleman, Jimmy Garrison ha suonato con molti musicisti jazz come Kenny Dorham, Philly Joe Jones, Curtis Fuller, Benny Golson, Lennie Tristano, Lee Konitz, Jackie McLean, Pharoah Sanders, Hampton Hawes, Archie Shepp e Tony Scott prima che un tumore ai polmoni lo uccidesse nel 1976.

### Vita privata
Jimmy Garrison ebbe tre figli. Joy Garrison, la figlia maggiore, è cantante, Matthew Garrison è bassista e MaiaClaire Garrison è ballerina e coreografa.

## Discografia

### Come leader
- 1963: Illumination! (Impulse! Records) - co-leader con Elvin Jones

### Come sideman

#### Con John Coltrane
- „Live“ at the Village Vanguard (1961) (solo 1 traccia, Chasin' the Trane)
- Ballads (1962)
- Coltrane (1962)
- Duke Ellington & John Coltrane (1962)
- John Coltrane and Johnny Hartman (1962)
- The Paris Concert (1963)
- Coltrane Live at Birdland (1963)
- Crescent (1964)
- A Love Supreme (1965)
- New Thing at Newport (1965)
- Ascension (1966)
- First Meditations (for quartet) (1977)
- The John Coltrane Quartet Plays (1965)
- Kulu Sé Mama (1966)
- Live at the Half Note: One Down, One Up (1965)
- Live in Seattle (1971)
- The Major Works of John Coltrane (1992)
- Meditations (1966)
- Om (1968)
- Cosmic Music (1968)
- Selflessness: Featuring My Favorite Things (1969)
- Transition (1970)
- Sun Ship  (1971)
- Infinity (1972)
- Concert in Japan (1973)
- Live in Japan (4 CD) (1991)
- Live at the Village Vanguard Again! (1966)
- Expression (1967)
- Stellar Regions (1995)
- The Olatunji Concert: The Last Live Recording (2001)

#### Con altre formazioni
- Jazz Contrasts (Kenny Dorham, 1957)
- Blues For Dracula (Philly Joe Jones, 1958)
- Swing, Swang, Swinging (Jackie McLean, 1959)
- Live at the Half Note (Lee Konitz, 1959)
- Images of Curtis Fuller (Curtis Fuller, 1960)
- East Broadway Run Down (Sonny Rollins,1966)